# Mollitrichosiphum nandii
Mollitrichosiphum nandii är en insektsart. Mollitrichosiphum nandii ingår i släktet Mollitrichosiphum och familjen långrörsbladlöss. Inga underarter finns listade i Catalogue of Life.